# Бурсучень (Румунія)
Бурсучень, Бурсучені (рум. Bursuceni) — село у повіті Сучава в Румунії. Входить до складу комуни Верешть.
Село розташоване на відстані 358 км на північ від Бухареста, 16 км на схід від Сучави, 100 км на північний захід від Ясс.

## Населення
За даними перепису населення 2002 року у селі проживали 1529 осіб, усі — румуни. Рідною мовою 1528 осіб (99,9%) назвали румунську.